# Jermon Bushrod

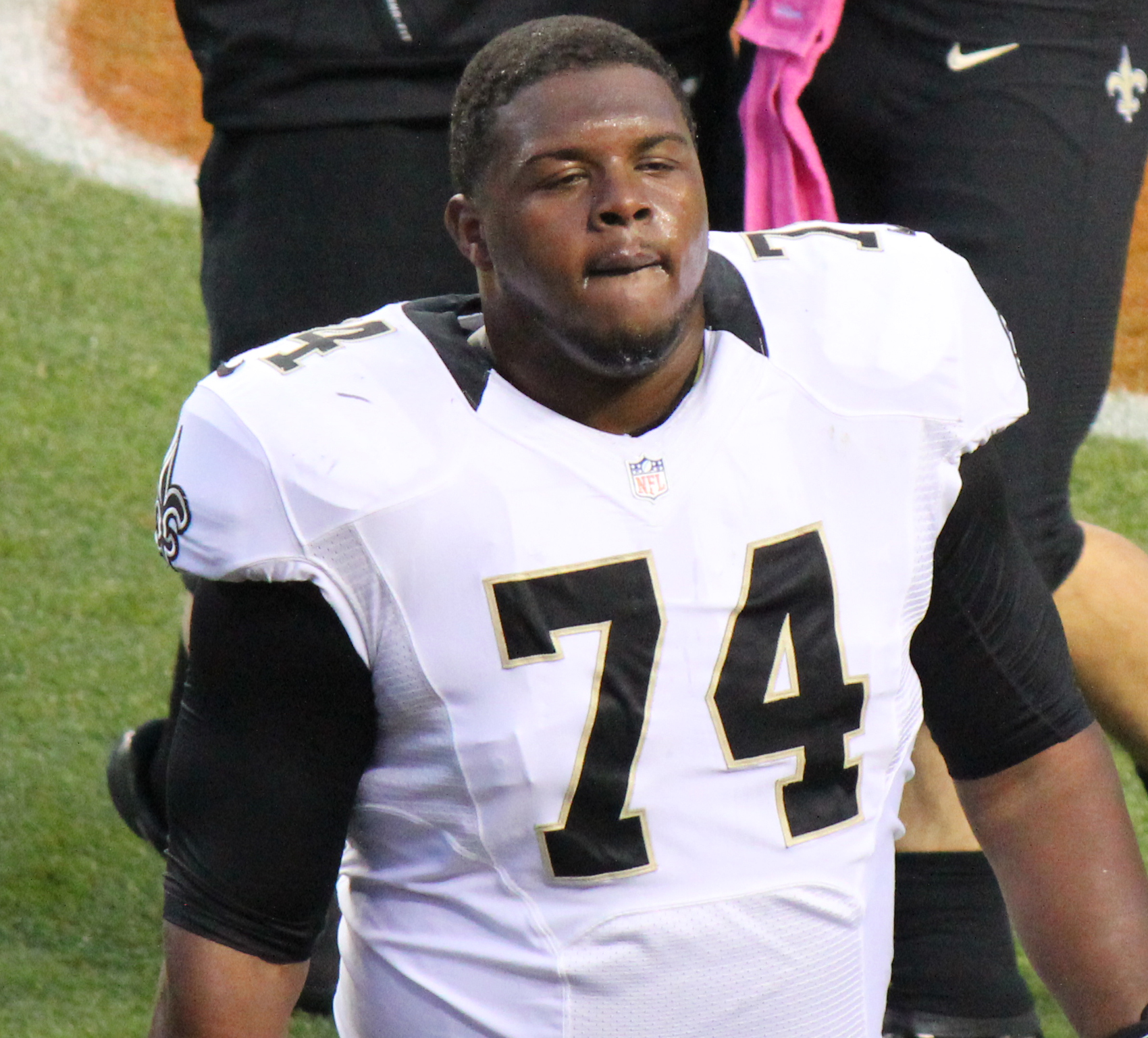
Jermon Bushrod

Jermon Terrell Bushrod (King George, Condado de King George, Virgínia, 19 de agosto de 1984) é um jogador aposentado de futebol americano estadunidense. Foi campeão da temporada de 2009 da National Football League jogando pelo New Orleans Saints. Jogou nos New Orleans Saints de 2007 a 2012 e depois atuou pelo Chicago Bears e depois o Miami Dolphins.